# Regueifa
A regueifa designa em Portugal um pão de romaria. A regueifa tem uma forma de rosca e é feita com farinha de boa qualidade, fazendo lembrar aquilo que em Portugal se designa de "pão espanhol".
É típica do Norte de Portugal, sendo conhecida desde o Minho até à zona de Aveiro. Com a industrialização a regueifa, em especial no Entre Douro e Minho, popularizou-se como pão domingueiro.
O nome desta iguaria, assim como a forma tradicional de preparação, parecem intimamente ligados à massa original marroquina chamada rghaif e especificamente à variante chamada meloui, em que a massa é entrançada antes de cozer.

## Preparação
Para preparar a regueifa doce, desfaz-se fermento de padeiro num pouco de água tépida, mistura-se com uma pequena quantidade de farinha e deixa-se levedar cerca de uma hora. Batem-se gemas e uma clara de ovos com açúcar, junta-se manteiga amolecida e uma pitada de canela. Juntam-se as misturas anteriores com farinha, amassa-se e deixa-se repousar até aumentar de volume. Tendem-se as regueifas e torna-se a deixar aumentar de volume. Levam-se ao forno quente a cozer e, depois de cozidas, pincelam-se com manteiga.